# ترانه‌هایی از سده پیشین
ترانه‌هایی از سدهٔ پیشین چهارمین آلبوم استودیویی از هنرمند اهل بریتانیا جرج مایکل است که عمدتاً متشکل از بازخوانی استانداردهای جاز به همراه بازخوانی چند ترانه جدیدتر همچون رکسان از گروه پلیس است.
این آلبوم در چارت‌های هلند، والونیا، اسکاتلند، فرانسه، بریتانیا، سوئیس و نیوزلند جزو ده آلبوم اول قرار گرفت.